# Hinn íslenzki Þursaflokkur
Hinn íslenzki Þursaflokkur (vereinfacht geschrieben: Hinn islenzki Thursaflokkur) ist das Debüt-Album der isländischen Progressive-Rock-Band Þursaflokkurinn, welche dieses Album Ende des Jahres 1978 aufgenommen und veröffentlicht hat. Das Album erreichte großen Erfolg in Island, gelangte dort an die Spitze der Hitparaden und brachte Sänger Égill Ólafsson den Preis "Sänger des Jahres 1978" ein; über die Resonanz dieses Albums in anderen Staaten ist nichts bekannt.

## Überblick
Im Gegensatz zum für die Band typischen Stil, einer Art des Progressive Rock mit Jazz-Anleihen, orientiert sich die Band hier am Genre des Folkrocks. Bis auf zwei Instrumentalstücke und ein eingängiges Rocklied  sind hier alle Songs – textlich oder musikalisch – Bearbeitungen von traditioneller isländischer Musik.
Meistens erfolgen diese Bearbeitungen durch ein eher akustisches Instrumentarium, zum Beispiel beim ersten Stück Einsetumaður einu sinni, das bis auf einige Elektrogitarreneffekte durch die Akustikgitarre, das Fagott, den Gesang und das Schlagzeug dominiert wird.
Stücke wie Grafskript und Stóðum tvö í túni erinnern dahingegen mit einer elektrischen Instrumentierung eher an den Psychedelic Rock der späteren Pink Floyd, wobei ersteres auch beim Jubiläumskonzert im Februar 2008 gespielt und gefilmt wurde.
Darüber hinaus wäre noch das rhythmisch interessante Búnaðarbálkur erwähnenswert, das mit seinem bis zum Ende der Bandkarriere ein Liveklassiker war.

## Wiederveröffentlichungen
Die 1978 erschienene LP kam Anfang der 1990er Jahre auch als CD heraus und ist darüber hinaus Teil der 2008 erschienenen Jubiläums-Box Þursar.

## Die Trackliste
1. Einsetumaður einu sinni   (5:31)
2. Sólnes   (5:05)
3. Stóðum tvö í túni   (4:03)
4. Hættu að gráta, hringaná   (2:45)
5. Nútíminn   (5:01)
6. Búnaðarbálkur   (4:20)
7. Vera mátt góður   (0:53)
8. Grafskript   (6:45)